# Homonacna alpnista
Homonacna alpnista là một loài bướm đêm trong họ Noctuidae.